# Noxe
Eine Noxe (lat. noxa „Schaden“) ist ein Stoff oder Umstand, der eine schädigende, pathogene (d. h. krankheitserzeugende) Wirkung auf einen Organismus oder auf ein Körperorgan ausübt. Der Begriff wird vor allem in der Medizin verwendet. Noxen werden zwischen endogenen (inneren z.B Stoffwechselprodukten) und exogenenen (äußeren z.B Strahlung) unterschieden. Im weiteren Sinn versteht man unter Noxe jede Art von gefährdender, potentiell schädlicher Substanz und schädigendem Einfluss.

## Einzelne Noxen
Für den Menschen können die unterschiedlichsten Elemente noxisch sein:
- Physikalische Einflüsse
  - Extremtemperaturen
  - Mechanische Traumata (scharfe und stumpfe Gewalt, Lärm, Vibration, Luftdruck: Über-, Unterdruck, Explosion)
  - Elektrische Reizung, siehe Stromunfall
  - UV-Strahlung oder Ionisierende Strahlung wie Röntgenstrahlung
- Chemische Substanzen
  - Drogen
  - Medikamente
  - Gifte, Toxine, Umweltgifte
  - Säuren
  - Basen
- Mikrobiologische Noxen
  - Bakterien
  - Pilze
  - Parasiten
  - Viren
- Psychosoziale Bedingungen
  - Einsamkeit
  - Stress
  - iatrogene Noxe: Beeinträchtigung durch Fehler bei Psychologischer Diagnostik oder Begutachtung (durch die diagnostische Maßnahme selbst)

## Beispiel Lebernoxen
Beispiel für die Schädigung eines Körperorgans sind die Lebernoxen:
- Alkohol
- andere Gifte (Arzneistoffe, Schwermetalle, Trichloräthylen, Narkosegase, Amanitin)
- Hepatitisviren
- fett- und kohlenhydratreiche Fehl- und Überernährung